# 凱文·哈里斯
亚当·理查德·怀尔斯（英語：Adam Richard Wiles；1984年1月17日—），藝名為凯文·哈里斯（英語：Calvin Harris），苏格兰DJ、詞曲作家、音樂製作人及歌手，拥有一家唱片公司Fly Eye Records。首张专辑《迪斯可之王》（I Created Disco）于2007年发行，被英国唱片业协会认证为金唱片，其中收录了两支英國單曲排行榜前十单曲《Acceptable in the 80s》和《The Girls》。2009年发行的第二张专辑《周末狂热》（Ready for the Weekend）在英国专辑排行榜上排名达到冠军，收录了冠军单曲《I'm Not Alone》，英国榜单前五单曲《Ready for the Weekend》以及另外两支单曲《Flashback》和《You Used to Hold Me》。
2010年7月发行一张混音专辑《L.E.D. Festival》。这张专辑是在8月的《Mixmag》杂志中作为免费专辑发行的。2012年10月，哈里斯发行了第三张录音室专辑《18个月》（18 Months），其中收录了单曲《Bounce》《Feel So Close》《Let's Go》《We'll Be Coming Back》《Sweet Nothing》《Drinking from the Bottle》《I Need Your Love》及《Thinking About You》。他曾为许多其他歌手写歌并担任制作人，包括凯莉·米洛、苏菲·艾利斯-贝斯特、迪利·瑞斯可、雪莉·柯爾、Example、蕾哈娜，并与蕾哈娜共同创作全球冠军单曲《找到爱》。
哈里斯因《18个月》专辑中9支单曲进入英國單曲排行榜前十位而打破了之前由迈克尔·杰克逊保持的“单张专辑中最多英国榜单前十单曲”的吉尼斯世界纪录。据《福布斯》杂志报道，他以预估4600万美元的年收入成为2013年收入最高的DJ。

## 生平

### 早期生活及事业
凯文·哈里斯于1984年1月17日出生于苏格兰邓弗里斯，原名亚当·理查德·怀尔斯。他说自己是足球迷，曾希望成为史蒂夫·麦克马纳曼一样的球员，“但我从来没有过卷发，所以我投身于音乐了；如果我有一头卷发，事情就不是这样了。”他在十几岁时迷上电子音乐，到1999年已经开始在卧室里录制样本唱片了。根据《世界新闻报》的一个采访，当哈里斯创作音乐时，他开始趋向反社会人格。他在21岁时即获得了早期的成功：2002年初，他以“Stouffer”作艺名发行两支单曲《Da Bongos》和《Brighter Days》，这两支单曲由Prima Facie唱片公司以12英寸黑胶单曲和密纹唱片CD形式发行。2004年，他与歌手Ayah Marar合作发行歌曲《Let Me Know》。这首歌出现在The Unabombers的《Electric Soul 2》中。

### 2006－2008年：《迪斯可之王》

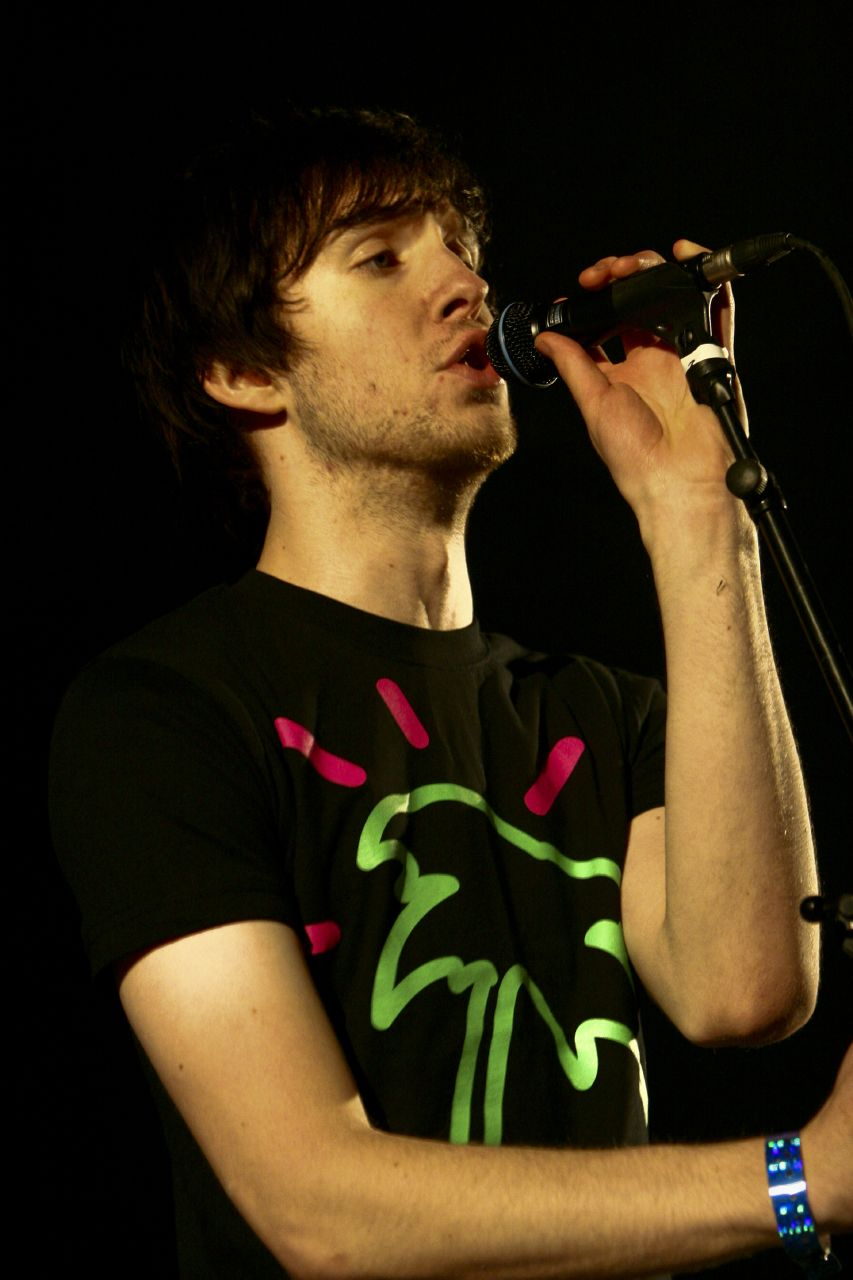
凯文·哈里斯在2008年Eurockéennes音乐节

在2006年，凯文·哈里斯被Tommie Sunshine在社交网站Myspace发掘出来，随后他的音乐在Tommie Sunshine的唱片公司Xylophone Jones Recordings发行。之后他与EMI及索尼音乐娱乐签约。在2006年晚些时候，哈里斯为All Saints的大热单曲《Rock Steady》制作了混音。
哈里斯的首张专辑《迪斯可之王》（I Created Disco）与2007年6月发行。专辑包含了受20世纪80年代音乐影响而创作的快节奏Electroclash风格的音乐。为了宣传这张专辑，他与Faithless乐队和Groove Armada乐队一起进行英国巡演。《迪斯可之王》以全英100,000的销量被英国唱片业协会认证为金唱片，同时在英国专辑排行榜上最高排名第8位。
专辑首支单曲《Vegas》仅在限量版黑胶唱片中发行。而专辑的首支广泛发行的单曲则是《Acceptable in the 80s》，这支单曲表达了对20世界80年代的风格及文化的赞颂。这支单曲在英国单曲排行榜上最高排名第10位，在榜时间达15周。专辑的第三支单曲《The Girls》在英国最高排名第3位，然而第四支单曲《Merrymaking at My Place》最高仅到达第43位。专辑第五支，也是最后一支单曲《Colours》则被英国零售商DFS和起亚汽车作为电视广告曲。2008年10月18日，哈里斯作为BBC Radio 1的“Essential Mix”节目的嘉宾，进行了长达两小时的表演。

### 2008－2010年：《周末狂热》

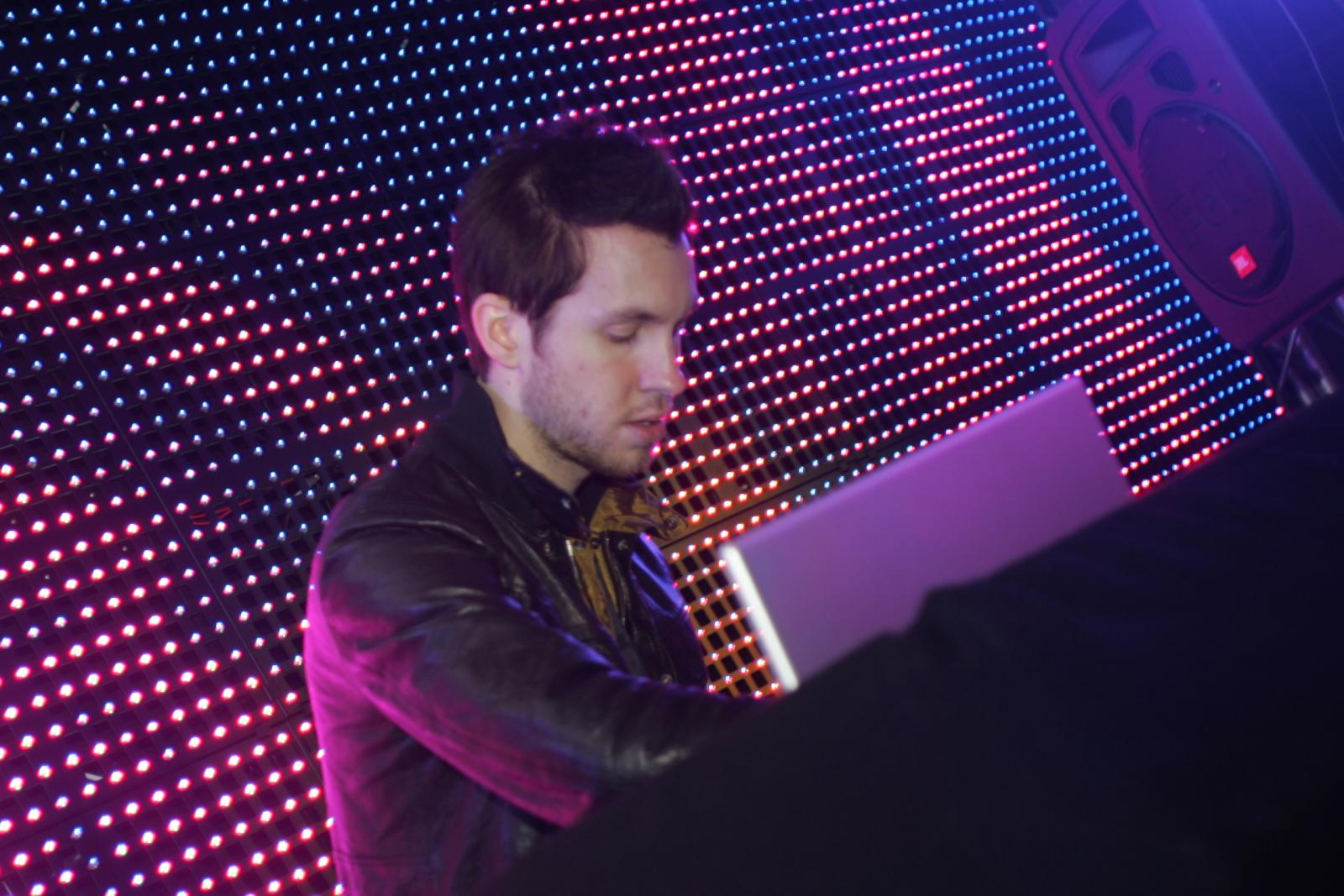
凯文·哈里斯2009年在Xbox Reverb Launch的表演

2008年4月，哈里斯宣称其耗时七个月制作的下一张专辑的唯一的拷贝在伦敦希思罗机场丢失，原因是装笔记型电脑的包在行李运输时被错放。在2009年4月接受Popjustice采访时，哈里斯坦承虽然当时他确实在希斯罗机场丢失行李，但笔记型电脑并未丢失，他撒了个谎以求为制作专辑争取更多时间；并且承认这个主意是他和音响师共同想出的。。这张专辑，《周末狂热》（Ready for the Weekend），于2009年8月发行，且首周即空降英国专辑排行榜冠军位置，最后被英国唱片业协会认证为金唱片。专辑首支单曲《I'm Not Alone》于2009年4月发行，首周空降英国单曲排行榜冠军，并且入围“Popjustice £20 音乐奖”。第二支单曲《Ready for the Weekend》则最高在英国单曲排行榜排名第3位。专辑中其他歌曲还包括了与Izza Kizza合作的《Worst Day》以及被可口可乐选作2009年夏季广告曲的《Yeah Yeah Yeah La La La》。
为了宣传这张专辑，哈里斯在英国、爱尔兰、法国、荷兰和美国进行巡演。2009年6月，他出席了在酋长球场举行的Summertime Ball音乐节。8月，他出席了当季的首集“Soccer AM”节目。2009年10月，哈里斯在温布利球场参加了由新英格兰爱国者对阵坦帕湾海盗的NFL国际赛的赛前暖场表演。
专辑的第三支单曲《Flashback》在英国单曲排行榜最高排名第18位；第四支单曲《You Used to Hold Me》最高则排名27位。在专辑宣传期间，哈里斯在YouTube上主持了一系列名为“JAM TV”的视频。在视频中收录了包括弗洛伦斯·韦尔奇、Goldie、凱蒂·佩芮在内的许多歌手努力打开果酱罐的镜头。2010年，哈里斯得到全英音乐奖最佳英国男艺人的提名。
2010年11月4日，当爱尔兰组合杰德沃德在英国版X音素表演时，哈里斯闯入直播舞台，手中拿着一个菠蘿放在头上，弯下腰手指自己的臀部，跳了一段搞笑舞蹈。随后他被演播室的安保人员送出场外，而且不能参加预定应该在当晚作为嘉宾出席的独立电视第二台的“The Xtra Factor”节目。之后他在推特上道歉，称“在今天的最后，我把一只菠萝放在了头上。如果引起了任何尴尬，我对此表示道歉。另外，我爱杰德沃德。”同一周内，他在“The Chris Moyles Show”表示当时他“突发奇想要在节目上搞一个恶作剧”，同时表示“如果你看当前的音乐界会发现西蒙·考威尔已经给整个英国音乐榜单带来了恐怖的气氛。”在当天，杰德沃德的导师路易斯沃爾什现身“The Paul O'Grady Show”，指责哈里斯试图“消费”杰德沃德的人气，声称并不认识哈里斯是谁。

### 2010年－2013年：《18个月》

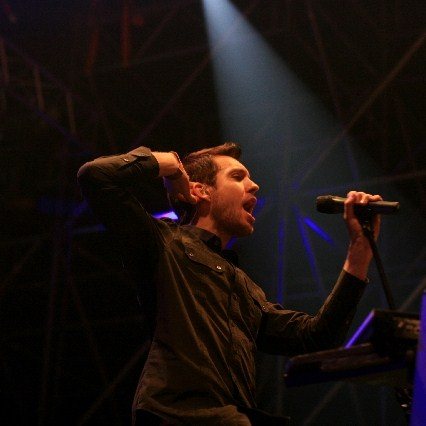
凯文·哈里斯，2010年

2010年，哈里斯在澳大利亚和新西兰奥克兰的“Big Day Out”音乐节上演出。5月，在英国泰恩河畔纽卡斯尔“Evolution音乐节”演出。7月，在诺丁汉“Splendour in Nottingham”音乐节表演，并成为蒂斯河畔斯托克顿的“斯托克顿国际河畔音乐节”的主打艺人。2010年7月，他发行了混音专辑《L.E.D. Festival》（全名：L.E.D. Festival Presents... Calvin Harris），这张专辑是作为一期《Mixmag》杂志的随刊礼品发行的。
2010年11月，哈里斯与艾佛傑克一同参加了新西兰奥克兰的“Our:House”音乐节十周年庆典，并与提雅斯多、卡爾·考克斯、艾佛傑克及超級雷射光共同参加了11月到12月间在包括悉尼及墨尔本在内的澳大利亚主要城市举办的澳大利亚“Stereosonic”音乐节，并进行了长达一小时的表演。
2011年，他与蕾哈娜共同进行巡演以支持其“Loud Tour”巡演的欧洲站。蕾哈娜称“凯文·哈里斯是Loud Tour的完美搭档。他将一些独特又有趣的东西带给粉丝。”2011年3月5日，他在悉尼同性恋大游行表演。
2011年3月到4月间，哈里斯本来预定为凯蒂·派瑞的“加州的梦之巡回演唱”英国站担任开场表演及DJ，但他在参加了第一次演出之后迅速退出了巡演的合作并对凯蒂·派瑞的粉丝表示道歉，他同时表示退出是因为和凯蒂·派瑞的管理团队在制作方面存在问题。凯蒂·派瑞之后在推特上公开指责凯文·哈里斯，称她巡演中其他的艺人和自己的制作团队都没有出现分歧，随后哈里斯表示他们之间“一切都好”，并称仍愿在未来与凯蒂·派瑞合作。
2011年3月，哈里斯作为西澳大利亚的“Metropolis Fremantle”音乐节主打艺人参加了音乐节的四周年庆典，表演了其新歌《Awooga》的片段。这段视频最终被上传至哈里斯的YouTube频道。在《Awooga》之后，2011年6月，哈里斯发行了单曲《Bounce》。这支单曲与Kelis合作，并在首周登上英国单曲排行榜第2位。另一支单曲《Feel So Close》于2011年8月发行，同样在英国单曲排行榜登上第2位。《Feel So Close》更是成为哈里斯首支进入美国告示牌百强单曲榜的独唱单曲，最高排名第12位。
2011年，哈里斯在“Jingle Bell Ball”音乐会上表演，并被宣布成为南半球2011-2012新年包括悉尼“Shore Thing”和“Field Day”以及新西兰“Rhythm and Vines”在内的一系列音乐节的主打艺人。
2012年4月发行的单曲《Let's Go》与尼欧合作，同样在英国单曲排行榜达到第2位，同时在爱尔兰最高排名第6位。这支单曲是哈里斯作为主要艺人登上告示牌百强单曲榜的第二首单曲，排名最高第17位。2012年7月，与说唱歌手Example合作的第四支单曲《We'll Be Coming Back》在英国最高排名第2位，在爱尔兰则达到冠军位置。第五支单曲《Sweet Nothing》与弗洛伦斯·韦尔奇合作，并与2012年10月14日发行。这支单曲在英国单曲排行榜上达到冠军位置，成为自2009年的《I'm Not Alone》以来又一支由哈里斯担任主要艺人的英国冠军单曲。这支单曲在美国告示牌百强单曲榜上最高排名第10位。这些单曲最终都成为其随后发行的新专辑中的一部分。这张新专辑于2012年10月19日在英国发行。他自己对这张专辑描述为“我想做一些听起来超级棒的舞曲。我猜这些之前无法尝试的音乐在我有了一间新工作室和新的设备之后紧接着就投入制作了。”2012年8月22日，哈里斯通过推特声明新专辑的名称为《18个月》，专辑合作的艺人包括Kelis、蕾哈娜、Example、Nicky Romero、艾丽·高登、泰尼·坦普、弗洛伦斯·韦尔奇、尼欧、Ayah Marar和Dillon Francis。
哈里斯担任了在洛杉矶斯台普斯中心举办的2012年MTV音樂錄影帶大獎颁奖礼的驻场DJ。这届颁奖礼上，他还凭借《Feel So Close》获得“最佳电子乐录影带”，以及与蕾哈娜共同凭借《找到爱》（英語：We Found Love）获得“年度最佳录影带大奖”。
在2013年2月，哈里斯与拉斯维加斯米高梅大酒店签约，成为其将要推出的“Hakkasan”夜店的首位独家DJ。
2013年4月，哈里斯参与了一级方程式赛车巴林大奖赛的赛后音乐会的演出。
2013年5月，哈里斯获得了当年的Ivor Novello音乐奖的“年度词曲作者”。

### 2014年：音浪狂潮
2014年3月14日，哈里斯在首播了歌曲《Summer》，并于3月15日在欧洲各国正式发行，随后相继在美英两国发行，这是其第四张录音室专辑的首支单曲。
在六月，他在Twitter宣佈和約翰·威廉·彼得·紐曼合作，推出新的單曲《都是夜晚惹的禍》。6月26日，他上載了一首以舞曲為中心的歌曲《C.U.B.A》到SoundCloud。
他的第四張錄音室專輯《音浪狂潮》預計在11月4日推出。

## 音樂風格
在他的單曲“我的方式”中聲稱自己不感興趣之後，哈里斯在他的第五張錄音室專輯“Funk Wav Bounces Vol”中轉變為放克。
2016年，哈里斯表示Jamiroquai和Fatboy Slim激勵他製作音樂。

## 感情生活
哈里斯跟英國歌手瑞塔·奥拉交往一年，不久後分手。
2015年3月7日開始與美國創作歌手泰勒絲交往。2016年6月宣布分手。

## 音乐制作及创作
2007年，哈里斯的录音被一位唱片制作人交给了澳大利亚流行女歌手凯莉·米洛的手中并吸引了她的注意。这使他得以参与她2007年专辑《X》中《Heart Beat Rock》《In My Arms》两首歌的联合创作及制作。其中《In My Arms》更是成为英国榜单前十的单曲。哈里斯称与凯莉·米洛的合作“像梦一般不可思议，但是很有趣”，尽管他后来在2007年对《Mixmag》杂志承认他“在与她见面之前都需要喝点酒才行”。哈里斯后来又与凯莉·米洛合作，担任了她2010年专辑《爱神》（英語：Aphrodite）中《Too Much》一曲的联合制作人。
2008年，哈里斯与说唱艺人迪利·瑞斯可合作制作了后者的单曲《Dance wiv Me》，并演唱了歌曲的副歌部分。这支单曲获得了英国的冠军，并售出300,000的销量，被英国唱片业协会认证为白金唱片。这首歌被提名2008年“Popjustice £20 音乐奖”。2009年获得了全英音乐奖最佳英国单曲提名，“Ivor Novello音乐奖”最佳当代歌曲提名。2009年，他制作了迪利·瑞斯可的下一支单曲《Holiday》，这支单曲同样获得冠军。他本应在音乐录影带中露面，但是他拒绝穿着为录影带特制的衬衫在部分场景中跳舞，而且反对不能戴他标志性的“蝇眼”眼镜的要求。此外，在2009年，哈里斯在荷兰制作人提雅斯多的专辑《Kaleidoscope》里的歌曲《Century》中客座出演。哈里斯还为英国歌手Example制作了其第二张专辑《Won't Go Quitely》（2010）中的歌曲《Time Machine》。他还为丁丁乐队的英国榜单排名前40的单曲《Hands》制作了混音，此前他还为这支双人乐队制做过《Great DJ》（2008）和《We Walk》（2009）的混音。
2011年，哈里斯参与了LMFAO的专辑《Sorry for Party Rocking》的制作，并在歌曲《Reminds Me of You》中献声，这首歌曲实在哈里斯本人的歌曲《Awooga》的基础上创作的。哈里斯还为Tinchy Stryder制作了其第四张录音室专辑《Full Tank》中的第二支单曲《Off the Record》。这支单曲于2011年9月15日首发，11月6日在英国发行。
在支持了巴巴多斯歌手蕾哈娜的澳洲巡演之后，哈里斯又为她制作了两支单曲《找到爱》（英語：We Found Love）以及《Where Have You Been》。《找到爱》是蕾哈娜第六张个人专辑《娜样说》（英語：Talk That Talk）的首支单曲，于2011年9月首发。这支单曲在英美等许多国家取得排行榜冠军，也因此成为哈里斯首支登上告示牌百强单曲榜的单曲。在《Q》杂志的采访中，哈里斯对于这首歌的歌词中“我们在绝望之地找到爱”一句说：“可能指的是邓弗里斯的Jumpkin Jaks（他的家乡），我也不知道当时我在想什么。” 他还为节奏布鲁斯歌手玛丽·布莱姬2011年的专辑《My Life II... The Journey Continues (Act 1)》中的附加单曲《One Life》担任联合创作人及联合制作人。
哈里斯还与美国流行乐团剪刀姐妹合作了后者的第四张录音室专辑《Magic Hour》中的单曲《Only the Horses》。他还创作并制作了雪莉·柯爾第三张专辑《A Million Lights》的首支单曲《Call My Name》。
哈里斯在2016年發佈他與蕾哈娜的第二首合作單曲《This Is What You Came For》，這一首歌的詞曲作家為美國創作歌手泰勒絲，歌曲製作人為泰勒絲及哈里斯。

### 其他合作
2007年，哈里斯为女歌手洛依歆·墨菲的专辑《Overpowered》创作了歌曲《Off & On》，但是随后发行时被从专辑中删去。他随后把这首歌给了蘇菲·艾利斯-貝斯特，收录在其2011年的专辑《Make a Scene》中。哈里斯表示洛依歆·墨菲拒绝使用这首歌是“疯了”而且“愚蠢”。然而最终他当面为不当言论表示道歉，而她表示“没有关系，我们每个人有时候都会说些傻话。” 哈里斯还为Dragonette乐队的首支单曲《I Get Around》制作了混音，但是遭到拒用。他说乐队“对我并不友好……他们说，‘哦，这很烂’，然后让我彻底修改。我就告诉他们我没办法修改因为我在公共汽车上，然后告诉他们他们可以滚了。我们就这样分了。” 
2007年，Kelis在自己第五张录音室专辑《Flesh Tone》（2010年发行）准备期间计划与哈里斯合作，称他“非常有创意，很激动人心……非常非常有才华”。尽管她称他们正在“寻求合作”，但这次合作并未实现。然而他依然为这张专辑的第二支单曲《4th of July (Fireworks)》制作了混音，随后又在自己2011年的单曲《Bounce》中与Kelis合作。
哈里斯称在2008年初，他拒绝了与美国歌手Lady Gaga的合作机会。当时她即将发行其首张大热专辑《超人气》。他告诉《太阳报》：“她的名字让我有点印象，所以我查了一下邮箱，居然发现2008年1月1日，我收到了一封邮件邀请我与她合作。我当时想，‘Lady Gaga，这算什么名字？’，所以我回复说‘不了，我没有什么兴趣。’一年之后她就成名了。但是对当时拒绝她我不后悔，我觉得那时我听到的那些歌并没有那么好。” 在之后的一次访谈中，哈里斯说他认为Lady Gaga是个“优秀的艺人”。2012年10月，Lady Gaga就此事对哈里斯做出回应，在推特上称从来没有给他发过邮件，并质疑他是因自己为女性而否定其音乐创作能力。哈里斯迅速回复称是她的公司发来的邮件，表示自己在同意与艺人合作之前一定要成为其粉丝，并对Gaga表示“如果冒犯了你的话那我表示歉意，并不是故意造成的。”
美国歌手凯蒂·派瑞在2009年时表达了与哈里斯的合作意向，他们一度已经准备其第二张专辑《花漾年华》（2010年发行）的合作事宜，但是没有发行任何实质作品。哈里斯与男子组合JLS合作，参与了后者第二张专辑《Outta This World》（2010年发行）的创作，但是其作品没有被收录到专辑中。这张专辑的第三支单曲《Eyes Wide Shut》被指大量借用哈里斯个人单曲《I’m Not Alone》的旋律，但哈里斯表示“并不是（JLS的）错误，整件事与他们无关。” 
哈里斯也没能延续与蕾哈娜的合作，没有加入后者第七张录音室专辑《道歉太难》的制作。他已经完成了歌曲的一部分，但是没有在这上面投入太多注意，没能在最终截止日期之前交上。他承认，“你不可能在这种压力之下还能工作，至少我不行。” 
2012年4月，有报道称哈里斯为凯莎的即将发行的第二张录音室专辑《恶女反抗军》制作了几支歌曲，但是这些歌曲都没有被收录到最后发行的专辑中。

## 巡回演出
哈里斯参加过的巡回演出包括：
- Groove Armada（英语：Groove Armada）：“Soundboy Rock”巡演（2007）
- Faithless（英语：Faithless）：“To All New Arrivals”巡演（2007）
- “周末狂热”巡演（2009-2010）
- Deadmau5和史奇雷克斯：“Unhooked”巡演
- 蕾哈娜：“Last Girl on Earth Tour”和“Loud Tour”（2011）
- 百威Made in America音乐节 - 2012年费城站

## 作品列表
- 《迪斯可之王》（2007）
- 《周末狂热》（2009）
- 《18个月》（2012）
- 《音浪狂潮》（Motion（英语：Motion (Calvin Harris album)））(2014)
- 《放克迴力 第一章》（英語：Funk Wav Bounces Vol.1）（2017）
- 《放克迴力 第二章》（英語：Funk Wav Bounces Vol.2）（2022）

## 获奖及提名
凯文·哈里斯因在音乐方面的成就获得过多项提名。在不同的音乐奖中获得15项提名，其中4次获奖，包括2012年MTV音乐录影带大奖中凭《Feel So Close》获最佳电子音乐录影带，凭《找到爱》和蕾哈娜共同获得年度录影带大奖。他获得两项格莱美奖提名，其中与蕾哈娜共同获得格莱美最佳短篇音乐录影带奖。
| 年份 | 奖项                         | 类别                      | 提名                                               | 结果 |
| ---- | ---------------------------- | ------------------------- | -------------------------------------------------- | ---- |
| 2007 | 英国电信 数字音乐奖          | 最佳电子乐艺人或DJ        | 本人                                               | 提名 |
| 2007 | Q杂志音乐奖                  | 最佳突破艺人              | 本人                                               | 提名 |
| 2008 | XFM新音乐奖                  | —                         | 《迪斯可之王》                                     | 提名 |
| 2008 | Shortlist音乐奖              | —                         | 《迪斯可之王》                                     | 提名 |
| 2008 | Popjustice £20音乐奖         | —                         | 《Dance wiv Me》 （合作艺人迪利·瑞斯可 和 Chrome） | 提名 |
| 2009 | Music Producers Guild 音乐奖 | 最佳混音师                | 本人                                               | 獲獎 |
| 2009 | 全英音乐奖                   | British Single            | 《Dance wiv Me》 （合作艺人迪利·瑞斯可 和 Chrome） | 提名 |
| 2009 | 新音乐快递音乐奖             | 最佳舞曲                  | 《Dance wiv Me》 （合作艺人迪利·瑞斯可 和 Chrome） | 獲獎 |
| 2009 | Ivor Novello 音乐奖          | 最佳当代歌曲              | 《Dance wiv Me》 （合作艺人迪利·瑞斯可 和 Chrome） | 提名 |
| 2009 | Popjustice £20 音乐奖        | 最佳当代歌曲              | 《I'm Not Alone》                                  | 提名 |
| 2010 | 全英音乐奖                   | 最佳英国男艺人            | 本人                                               | 提名 |
| 2012 | MTV音樂錄影帶大獎            | 年度录影带大奖            | 《找到爱》 （合作艺人 蕾哈娜）                     | 獲獎 |
| 2012 | MTV音樂錄影帶大獎            | 最佳女艺人录影带          | 《找到爱》 （合作艺人 蕾哈娜）                     | 提名 |
| 2012 | MTV音樂錄影帶大獎            | 最佳流行录影带            | 《找到爱》 （合作艺人 蕾哈娜）                     | 提名 |
| 2012 | MTV音樂錄影帶大獎            | 最佳电子乐录影带          | 《Feel So Close》                                  | 獲獎 |
| 2012 | MTV欧洲音乐大奖              | 最佳歌曲                  | 《找到爱》 （合作艺人 蕾哈娜）                     | 提名 |
| 2012 | MTV欧洲音乐大奖              | 最佳音乐录影带            | 《找到爱》 （合作艺人 蕾哈娜）                     | 提名 |
| 2012 | MTV欧洲音乐大奖              | 最佳电子乐表演            | 本人                                               | 提名 |
| 2012 | 2012年MTV日本音樂錄影帶大獎  | 最佳女艺人录影带          | 《找到爱》 （合作艺人 蕾哈娜）                     | 提名 |
| 2012 | 2012年MTV日本音樂錄影帶大獎  | 最佳流行录影带            | 《找到爱》 （合作艺人 蕾哈娜）                     | 提名 |
| 2012 | 全美音乐奖                   | 最受欢迎电子舞曲音乐      | 本人                                               | 提名 |
| 2012 | MuchMusic音乐录影带大奖      | 年度国际音乐录影带 - 艺人 | 《找到爱》 （合作艺人 蕾哈娜）                     | 提名 |
| 2012 | MTV国际舞曲音乐奖            | 最佳R&B或都市乐舞曲单曲   | 《找到爱》 （合作艺人 蕾哈娜）                     | 獲獎 |
| 2012 | MTV国际舞曲音乐奖            | 最佳音乐录影带            | 《找到爱》 （合作艺人 蕾哈娜）                     | 提名 |
| 2012 | MTV国际舞曲音乐奖            | 最佳商业或流行舞曲单曲    | 《找到爱》 （合作艺人 蕾哈娜）                     | 獲獎 |
| 2012 | NRJ音乐奖                    | 最佳国际歌曲              | 《找到爱》 （合作艺人 蕾哈娜）                     | 提名 |
| 2012 | 公告牌音乐奖                 | 最佳电台歌曲              | 《找到爱》 （合作艺人 蕾哈娜）                     | 提名 |
| 2012 | mtvU Woodie音乐奖            | EDM Effect Woodie         | 《找到爱》 （合作艺人 蕾哈娜）                     | 獲獎 |
| 2013 | 格莱美奖                     | 最佳舞曲录音              | 《Let's Go》 （合作艺人尼欧）                      | 提名 |
| 2013 | 格莱美奖                     | 最佳短篇音乐录影带        | 《找到爱》 （合作艺人 蕾哈娜）                     | 獲獎 |
| 2013 | 全英音乐奖                   | 最佳英国艺人              | 本人                                               | 提名 |
| 2013 | 新音乐快递音乐奖             | 最佳舞曲                  | 《Sweet Nothing》（合作艺人 弗洛伦斯·韦尔奇）      | 獲獎 |
| 2013 | ASCAP 流行音乐奖             | 最受欢迎歌曲              | 《找到爱》                                         | 獲獎 |
| 2013 | ASCAP 流行音乐奖             | 最受欢迎歌曲              | 《Let's Go》                                       | 獲獎 |
| 2013 | ASCAP 流行音乐奖             | 最受欢迎歌曲              | 《Where Have You Been》                            | 獲獎 |
| 2013 | ASCAP 流行音乐奖             | 最受欢迎歌曲              | 《Feel So Close》                                  | 獲獎 |
| 2013 | MTV日本音乐录影带大奖        | 最佳合作                  | 《Sweet Nothing》（合作艺人 弗洛伦斯·韦尔奇）      | 提名 |
| 2013 | 国际舞曲音乐奖               | 最佳商业或流行舞曲单曲    | 《Sweet Nothing》（合作艺人 弗洛伦斯·韦尔奇）      | 獲獎 |
| 2013 | 国际舞曲音乐奖               | 最具进步性单曲            | 《Sweet Nothing》（合作艺人 弗洛伦斯·韦尔奇）      | 提名 |
| 2013 | 国际舞曲音乐奖               | 最佳音乐录影带            | 《Sweet Nothing》（合作艺人 弗洛伦斯·韦尔奇）      | 提名 |
| 2013 | 国际舞曲音乐奖               | 最佳混音师                | 本人                                               | 提名 |
| 2013 | 国际舞曲音乐奖               | 最佳艺人（个人）          | 本人                                               | 提名 |
| 2013 | 公告牌音乐奖                 | 最佳电子舞曲歌曲          | 《Sweet Nothing》（合作艺人 弗洛伦斯·韦尔奇）      | 提名 |
| 2013 | 公告牌音乐奖                 | 最佳电子舞曲歌曲          | 《Feel So Close》                                  | 提名 |
| 2013 | 公告牌音乐奖                 | 最佳舞曲艺人              | 本人                                               | 提名 |
| 2013 | 公告牌音乐奖                 | 最佳电子舞曲艺人          | 本人                                               | 提名 |
| 2013 | 苏格兰年度专辑               | 年度专辑                  | 《18个月》                                         | 提名 |
| 2013 | Ivor Novello 音乐奖          | 年度词曲作者              | 本人                                               | 獲獎 |
| 2013 | MTV音乐录影带大奖            | 最佳合作                  | 《I Need Your Love》 （合作艺人 艾丽·高登）        | 提名 |
| 2013 | MTV音乐录影带大奖            | 最佳夏日歌曲              | 《I Need Your Love》 （合作艺人 艾丽·高登）        | 提名 |
| 2014 | 格莱美奖                     | 最佳舞曲唱片              | 《Sweet Nothing》 （合作艺人 弗洛伦斯·韦尔奇）     | 提名 |
| 2014 | 格莱美奖                     | 最佳电子舞曲专辑          | 《18个月》                                         | 提名 |
| 2014 | 全英音乐奖                   | 年度英国单曲              | 《I Need Your Love》 （合作艺人 艾丽·高登）        | 提名 |
| 2014 | 全英音乐奖                   | 最佳英国音乐录影带        | 《I Need Your Love》 （合作艺人 艾丽·高登）        | 提名 |